# Neopedies riograndensis
Neopedies riograndensis is een rechtvleugelig insect uit de familie veldsprinkhanen (Acrididae). De wetenschappelijke naam van deze soort is voor het eerst geldig gepubliceerd in 1991 door Ronderos. Zoals de naam doet vermoeden, komt deze soort voor in de Braziliaanse deelstaat Rio Grande do Sul.